# ゴスパー郡 (ネブラスカ州)
座標: 北緯40度30分 西経99度49分 / 北緯40.50度 西経99.82度
ゴスパー郡（英: Gosper County）は、アメリカ合衆国のネブラスカ州にある郡。2000年時点での人口は2,143人で、郡庁所在地はエルウッド (Elwood)。
ゴスパー郡は隣接するドーソン郡とレキシントン小都市統計地域を構成している。
ネブラスカ州のナンバープレートで、ゴスパー郡の車両は最初の数字が73になっている。これは1922年にナンバープレートの制度を確立した際、ゴスパー郡の車両登録台数が州内の郡のなかで73番目に多かったからである。

## 歴史
ゴスパー郡は1873年に組織され、ネブラスカ州長官のジョン・J・ゴスパーにちなんで名付けられた。

## 地理
アメリカ合衆国国勢調査局によると、この郡は総面積1,198 km2 (463 mi2) である。このうち1,187 km2 (458 mi2)が陸地で、12 km2 (5 mi2) が海や湖などの水面である。総面積のうち0.99%が水面となっている。

### 隣接する郡
- ドーソン郡（北）
- フェルプス郡（東）
- ファーナス郡（南）
- フロンティア郡（西）

## 人口動静

2000年の時点での郡の人口ピラミッド

2000年の国勢調査によると、ゴスパー郡には2,143人、863世帯、及び655家族が暮らしている。人口密度は2/km2 (5/mi2) で、1/km2 (3/mi2) の平均的な密度に1,281軒の住居が建っている。この郡の人種の構成は白人98.79%、黒人（アフリカ系アメリカ人）0.14%、アジア系0.23%、先住民と太平洋諸島系はおらず、その他の人種0.42%、及び混血0.42%で、1.26%の人々がヒスパニックまたはラテン系である。
ゴスパー郡に住む863世帯のうち、29.90%は18歳未満の子どもと暮らしており、69.10%は夫婦で生活している。3.90%は未婚の女性が世帯主であり、24.10%は家族以外の住人と同居している。22.80%は独居で、全世帯の10.50%は65歳以上の独居老人世帯である。1世帯あたりの平均人数は2.42人であり、家庭の場合は2.83人である。
郡の住民は23.80%が18歳未満の子どもで、18歳以上24歳以下が5.40%、25歳以上44歳以下が24.00%、45歳以上64歳以下が26.00%、および65歳以上が20.80%となっている。平均年齢は43歳である。女性100人に対して男性は102.00人いて、18歳以上の女性100人に対しては男性は101.40人いる。
郡の世帯ごとの平均収入は36,827米ドルで、家族ごとでは42,702米ドルである。男性の28,836米ドルに対して女性は21,204米ドルの平均的な収入がある。この郡の一人当たりの収入 (per capita income) は17,957米ドルである。総人口の7.90%、家族の4.80%は貧困線以下である。18歳未満の子どもの11.10%及び65歳以上の5.00%は貧困線以下の生活を送っている。

## 村
- エルウッド (en:Elwood, Nebraska)
- スミスフィールド (en:Smithfield, Nebraska)